# Gérard Collard
Pour les personnes ayant le même patronyme, voir Collard.
Gérard Collard est un libraire et chroniqueur littéraire français, né le 21 mai 1952 au Perreux-sur-Marne (Val-de-Marne).

## Biographie
Après des études de sociologie, il a fondé en 1987 avec un ami, Jean-Edgar Casel, la librairie La Griffe Noire à Saint-Maur-des-Fossés, qui compte parmi les trente librairies françaises les plus importantes, et a lancé en 2009 avec la mairie de Saint-Maur le salon international du livre au format de poche (également désigné sous le nom « Festival International du livre au format poche »),. Il fait également partie de l’équipe de rédaction du blog Les déblogueurs, actif jusqu'en 2019.

### Vie médiatique

#### Télévision
En 1992, il fait sa première apparition télévisée dans l’émission de Bernard Rapp Caractère au cours de laquelle il fait une critique sévère et remarquée de Marguerite Duras : « L’écrivain buvait, les lecteurs trinquaient ».
A la fin des années 90, il tient pendant deux ans la chronique littéraire hebdomadaire de l'émission Parole d’Expert présentée par Valérie Expert et diffusée sur France 3, puis celle de l'émission Vol de nuit présentée par Patrick Poivre d’Arvor et diffusée sur TF1.
Gérard Collard est également présent tous les vendredis dans Le Magazine de la santé sur France 5.
Il participe aussi jusqu'en 2010 à la chronique hebdomadaire Coups de cœur des libraires, diffusée sur la chaîne LCI dans le cadre de l'émission On en parle de Valérie Expert.

#### Radio
- À livre ouvert, présentée chaque samedi par Valérie Expert sur France Info de 2010 à 2016.
- Les Coups de coeur des libraires, avec Valérie Expert, diffusée chaque vendredi sur Sud Radio[10] à partir de la rentrée 2017.
- Josquin, présentée du lundi au vendredi par Josquin Wagner sur OÜI FM[réf. souhaitée].

#### Candidature à l’Académie française
En 2012 il est candidat à l’Académie française,, au fauteuil de Jean Dutourd. Le 10 mai 2012, il obtient 2 voix (au deuxième tour) et, aucun candidat n'ayant obtenu la majorité, l'élection est reportée à une date ultérieure.
Le 21 février 2013, Michael Edwards, poète anglais, est élu au fauteuil de Jean Dutourd à l'Académie française, le n°31.